# Dressleria aurorae
Dressleria aurorae är en orkidéart som beskrevs av H.G.Hills och David Edward Bennett. Dressleria aurorae ingår i släktet Dressleria och familjen orkidéer.
Artens utbredningsområde är Peru. Inga underarter finns listade i Catalogue of Life.